# Frontera entre Malaui y Tanzania
La frontera entre Tanzania y Malaui es una frontera internacional que separa a Malaui de Tanzania en África Oriental. La mayor parte de la frontera está marcada por un río llamado Songwe. Este río tiene su origen en las montañas ubicadas al suroeste del monte Rungwe y la ciudad de Tukuyu. Es un río con alto caudal, algunos meandros pueden evolucionar con el paso de los años. La frontera así se conocen pequeñas variaciones de recorrido. Un proyecto para construir una presa para regular el flujo del río está en progreso.
La frontera continúa hasta el lago Malaui hasta que se encuentra con la frontera entre Mozambique y Tanzania y la frontera entre Malaui y Mozambique en el medio del lago.
En 1890, por el tratado de Heligoland-Zanzíbar, las potencias coloniales del Reino Unido (con la colonia de Nyasalandia, que luego se convirtió en Malaui) y Alemania (con la colonia de Tanganica, que luego  se convirtió en Tanzania) acordaron considerar que la frontera corta a lo largo del margen tanzano del lago. Los nuevos estados en el momento de su independencia decidieron no cuestionar el perfil de las fronteras coloniales. 
Los proyectos de prospección petrolera en el lago otorgados a una compañía británica revivieron la vieja disputa fronteriza entre ambos países.